# Esquadrão N.º 33 da RAAF
O Esquadrão N.º 33 da Real Força Aérea Australiana (RAAF) é um esquadrão cuja missão consiste em transporte estratégico e reabastecimento aéreo. Opera aeronaves Airbus KC-30A Multi Role Tanker Transports a partir da Base Aérea de Amberley, em Queensland. O esquadrão foi criado em Fevereiro de 1942 para prestar serviço durante a Segunda Guerra Mundial, operando hidroaviões Short Empire e uma variedade de pequenas aeronaves. Em 1944 o esquadrão foi completamente re-equipado com aeronaves de transporte Douglas C-47 Dakota. Com o cessar das hostilidades, o esquadrão foi dissolvido em Maio de 1946.
Recriado em Fevereiro de 1981, para missões de transporte VIP e outros transportes de pessoal em longas distâncias, foi equipado com dois Boeing 707 na Base Aérea de Richmond, em Nova Gales do Sul. Em Julho de 1983 iniciou plena operacionalidade. Em 1988 já operava seis 707, quatro dos quais em versão de reabastecedor. Estas aeronaves cumpriram serviço durante operações na Namíbia, Somália, no Golfo Pérsico e no Afeganistão. Ao ser transferido para a nova base, em Amberley, o esquadrão ficou temporariamente sem aeronaves, devido à retirada dos 707 do activo em Junho de 2008. O re-equipamento consistiu em aeronaves KC-30A em Junho de 2011, tendo sido atingida capacidade operacional inicial em Fevereiro de 2013. Uma das suas aeronaves foi enviada para o Médio Oriente em Setembro de 2014, como parte da contribuição australiana na intervenção militar internacional contra o Estado Islâmico.

## Missão e equipamento

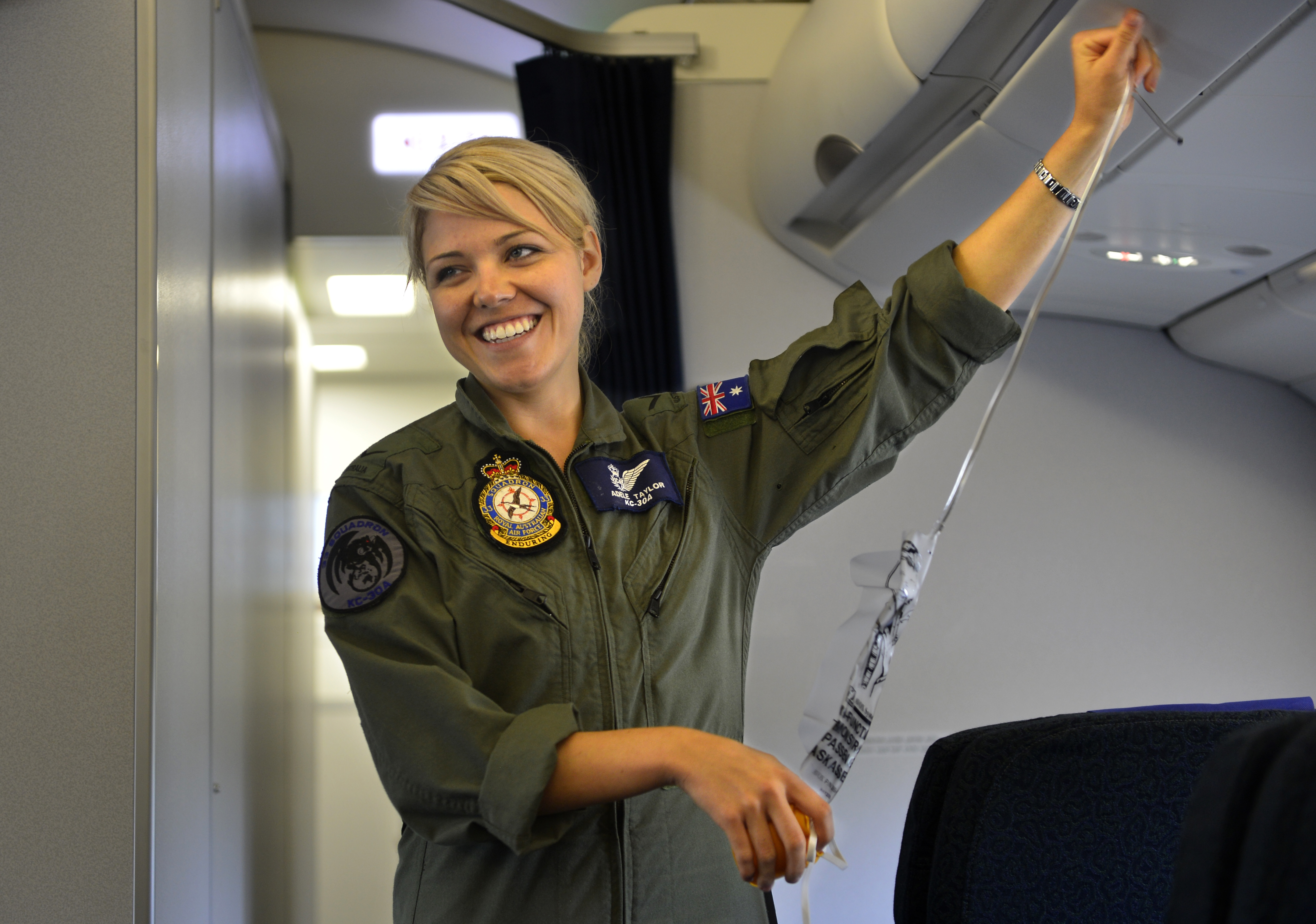
Tripulante do Esquadrão N.º 33 a dar uma palestra sobre segurança, a bordo de um Airbus KC-30 em Fevereiro de 2013.

O Esquadrão N.º 33 é responsável pelo transporte aéreo estratégico de militares e pelo reabastecimento aéreo de aeronaves. Encontra-se colocado na Base Aérea de Amberley, em Queensland, e é controlado pela Asa N.º 86, que compõe parte do Grupo de Mobilidade Aérea. O quartel-general do esquadrão é composto por secções executivas, administrativas e de componente operacional. Além chefias e das tripulações, o esquadrão é formado por uma série de militares que prestam apoio e manutenção, sendo responsáveis por manter activo e em boas condições o equipamento e serviço aéreo do esquadrão. Quando a manutenção excede a capacidade ou competência da tripulação de terra, esta tarefa fica à responsabilidade da Northrop Grumman Integrated Defence Services (anteriormente Qantas Defence Services).
O esquadrão opera aeronaves Airbus KC-30A MRTT, tendo a primeira entrado em serviço em Junho de 2011. Para aumentar a frota e responder às necessidades, mais duas aeronaves foram encomendadas, com prazo de entrega marcado para 2018. A tripulação das aeronaves é composta pelos pilotos, operadores de reabastecimento aéreo e hospedeiras de bordo. O reabastecimento aéreo é considerado um multiplicador de força pois permite que as aeronaves tenham um alcance mais longo, ao mesmo tempo que permite (quando há necessidade para tal) uma aeronave carregar mais armamento do que aquele que levaria para uma missão.
O KC-30 consegue transportar até 100 toneladas de combustível. O sistema de reabastecimento duplo (um em ambas as asas e outro na cauda) são usados para reabastecer os F/A-18 Hornet, F/A-18 Super Hornet, Boeing C-17 Globemaster III, Boeing E-7 Wedgetail, ou outros KC-30. Este reabastecedor também é capaz de reabastecer futuras aeronaves como o Lockheed Martin F-35, o Boeing EA-18G Growler e o Boeing P-8A Poseidon. Na sua configuração de transportador, o KC-30 pode transportar cerca de 270 passageiros ou 40 toneladas de carga.

## História

### Segunda Guerra Mundial

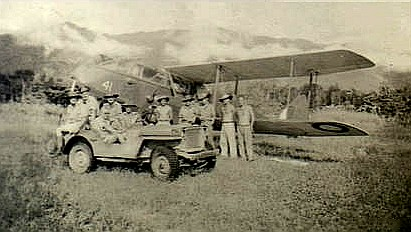
Um de Havilland Dragon em Papua-Nova Guiné, em Fevereiro de 1943.

Durante Fevereiro e Março de 1942, a RAAF formou quatro esquadrões de transporte: os número 33, 34, 35 e 36. O esquadrão número 33 foi estabelecido a 16 de Fevereiro na Base Aérea de Townsville, em Queensland, sob o controlo do Comando da Área Noroeste. Foi equipado com quatro hidroaviões Short Empire que pertenciam ao Esquadrão N.º 11, juntamente com aeronaves mais pequenas de Havilland Dragon, Tiger Moth, Avro Anson e Vultee Vigilant. Menos de duas semanas depois, o esquadrão perdeu a sua primeira aeronave, um Empire, que sofreu um acidente aquando de uma tentativa de aterragem; os seis tripulantes faleceram. Um segundo Empire, atracado, ficou destruído na ocasião de um ataque aéreo japonês em Broome, na Austrália Ocidental, a 3 de Março; outro Empire foi adquirido à Quantas para substituir a aeronave perdida. Uma das missões do esquadrão era a de busca e salvamento, missão na qual perdeu outro Empire a 8 de Agosto de 1942, quando a aeronave tentava resgatar sobreviventes de um naufrágio na costa da Nova Guiné.
Em Janeiro de 1943, o esquadrão foi transferido para Port Moresby, fornecendo transporte aéreo para as forças australianas envolvidas na Campanha da Nova Guiné. A necessidade de transporte na Nova Guiné era tão grande que até os Tiger Moth foram mobilizados, efectuando entregas de 77 kg por viagem. Entre Setembro de Outubro de 1943, o esquadrão iniciou a aquisição de quinze Douglas C-47 Dakota para substituir as suas aeronaves. Na altura em que foi transferido para Milne Bay, a 1 de Janeiro de 1944, o esquadrão já operava exclusivamente aeronaves C-47 Dakota, e assim continuou até ao final da guerra. A 15 de Janeiro de 1945 o esquadrão foi movido para Lae. Depois do cessar de hostilidades, em Agosto de 1945, o esquadrão ficou responsável por transportar tropas australianas e antigos prisioneiros de guerra de volta ao país. Regressado à base de Townsville a 11 de Março de 1946, foi desactivado a 13 de Maio.

### Pós-guerra e renascimento
Em 1978, o governo australiano decidiu comprar duas aeronaves a jato de passageiros para transporte estratégico, com o intuito de mitigar o risco de um ataque terrorista que pudesse ter como alvo um VIP a bordo de um voo comercial. Depois das mal sucedidas tentativas de encontrar um 727 junto de companhias domésticas, em Dezembro, a Quantas concordou em vender ao governo dois Boeing 707 por 14,5 milhões de dólares. Comprar grandes jatos para transportar VIPs era algo controverso, porém os 707 também serviriam para transportar até 160 passageiros a longas distâncias. O primeiro foi transferido para a RAAF em Março de 1979, e o seu voo inaugural pela Força Aérea deu-se no dia 22 de Abril. Localizados na Base Aérea de Richmond, em Nova Gales do Sul, os 707 foram inicialmente operados pelo Esquadrão N.º 37. Incorporadas no No. 33 Flight, ficaram sob o comando de J.D. Grierson a 2 de Fevereiro de 1981. A primeira missão destas aeronaves ocorreu neste mesmo dia, ao transportarem militares da RAAF, juntamente com as suas famílias, para a Base Aérea de Butterworth, na Malásia, uma tarefa que, anteriormente, era realizada pela Quantas.

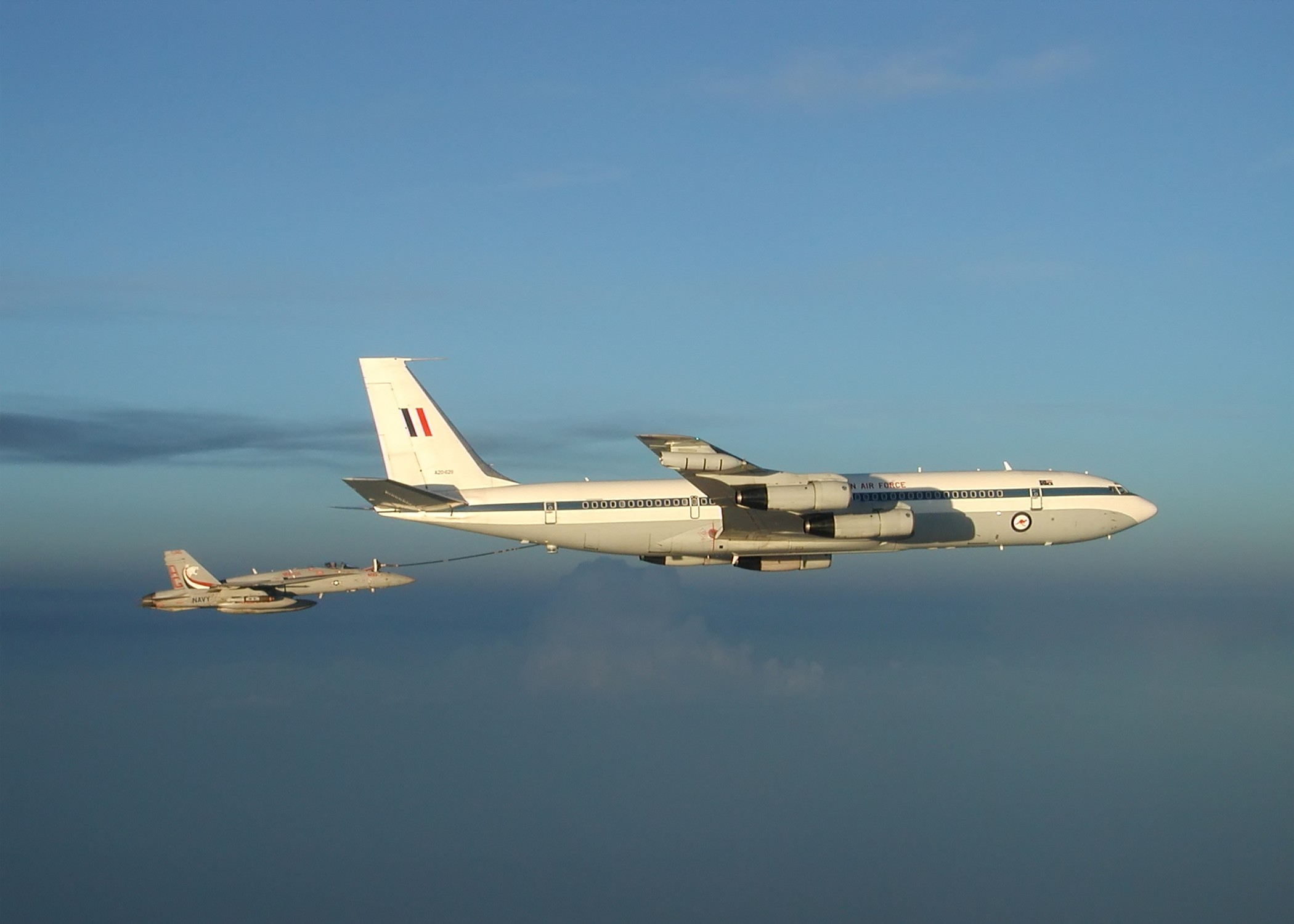
Um Boeing 707 a reabastecer um F/A-18 Hornet durante a Guerra do Afeganistão, em Abril de 2002.

No dia 1 de Julho de 1983, depois de o governo adquirir mais dois 707 por 7,5 milhões de dólares à Worldways Canada, o No. 33 Flight foi reorganizado e passou a designar-se Esquadrão N.º 33, ainda sob o comando de Grierson. Responsável por transportar personalidades VIP tais como membros da família real britânica, o primeiro-ministro australiano e até mesmo o Papa, o 707 também tornou-se na primeira aeronave da RAAF a aterrar na União Soviética, devido à ocorrência do funeral de Konstantin Chernenko em 1985. Juntamente com os esquadrões n.º 36 e n.º 37, que operavam aeronaves C-130 Hercules, o Esquadrão N.º 33 ficou sob a direcção do Asa N.º 86, parte do recém estabelecido Grupo de Transporte Aéreo (actualmente Grupo de Mobilidade Aérea), em Fevereiro de 1987. Manutenção de rotina nos 707 e no C-130 era uma responsabilidade do Esquadrão N.º 486, outra componente da Asa N.º 86, porém, a manutenção mais pesada nas aeronaves ficava a cargo da Quantas, na sua base no subúrbio de Mascot, em Sydney. Um ano mais tarde, a 25 de Fevereiro de 1988, a RAAF adquiriu mais três 707 por 25 milhões de dólares, numa compra feita à Boeing Military. Uma das três aeronaves era unicamente para servir de fonte de peças para a reparação das outras aeronaves operacionais.
Entre Dezembro de 1988 e Maio de 1992, quatro das seis aeronaves 707 foram convertidas em reabastecedores, através de um consórcio da Israel Aerospace Industries e Hawker de Havilland. A configuração sonda e cesta permitia efectuar o reabastecimento de aeronaves F/A-18 Hornet e Douglas A-4K Skyhawks, contudo o General Dynamics F-111 requeria um sistema lança e receptáculo; os outros dois 707 continuaram a ser usados unicamente para transporte de passageiros a longas distâncias. A RAAF chegou a fazer um pedido para uma aeronave capaz de efectuar reabastecimento aéreo em ambas as aeronaves F/A-18 e F-111, porém o governo australiano recusou o pedido, pois considerava que o alcance do F-111 era suficiente para as missões que lhe eram incumbidas. Observadores, como o jornalista Frank Cranston, especularam que para além do problema do custo, o governo estaria preocupado em aumentar o alcance dos seus bombardeiros, pois receava que os países da região considerassem que a Austrália estaria a tomar uma posição agressiva, diferente da postura de defesa que sempre tinha adoptado.

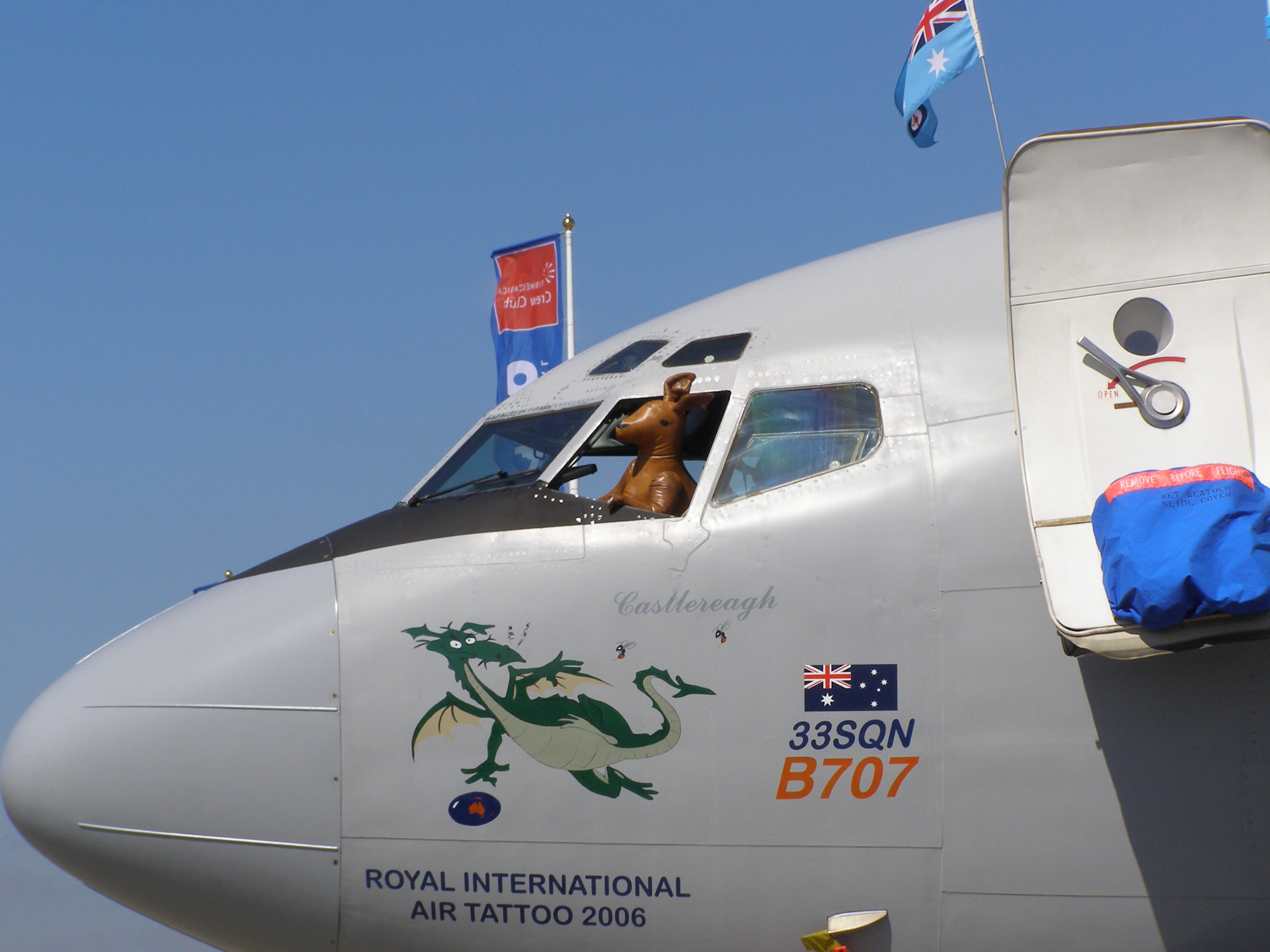
Boeing 707 do Esquadrão N.º 33 na RIAT, em 2006.

Em Abril de 1989, um dos 707 transportou 300 militares do Exército Australiano em dois voos para a Namíbia, fazendo parte da contribuição australiana ao Grupo de Assistência das Nações Unidas para o Período de Transição, que patrulhava o país durante a sua transição para a independência. A 29 de Outubro de 1991, um dos 707 de transporte de passageiros caiu no oceano durante um voo de treino; dos cinco tripulantes, nenhum sobreviveu. Durante o processo que investigava as causas do acidente, constatou-se que os comandos de manobras assimétricas estavam deficientes, e que a RAAF não possuía os meios de reparação nem o conhecimento necessário para trabalhar com as características deste tipo de manobras num 707. Em 1993, foram transportadas tropas australianas para a Somália, para fazerem parte da Operação Solace.
Em Janeiro de 1998, ainda na base de Richmond, o Esquadrão N.º 33, juntamente com os esquadrões 32 e 34, ficou sob a dependência da Asa N.º 84. Logo após esta mudança de comando, duas aeronaves do esquadrão foram usadas pela Asa N.º 84 no Kuwait, como parte da Operação Southern Watch. No dia 5 de Março, um dos 707 efectuou o primeiro voo operacional de um reabastecedor desde o ressurgimento do esquadrão em 1983, tendo reabastecido aviões Panavia Tornado e British Aerospace Harrier II da Royal Air Force (RAF) nos céus da Arábia Saudita. Consequentemente, os reabastecedores australianos acabaram por reabastecer aeronaves norte-americanas, como o F/A-18 Hornet, o Northrop Grumman EA-6 Prowler e o McDonnell Douglas AV-8 Harriers. De Março a Setembro de 2002, dois 707 foram destacados para o Afeganistão, sob a Asa N.º 84, como parte da contribuição australiana na guerra do Afeganistão. Localizados na Base Aérea de Manas, no Quirguistão, os 707 reabasteceram diversas aeronaves da coligação ocidental, ajudando a Asa N.º 84 a ganhar a Comendação Meritória de Unidade..

### Re-equipamento

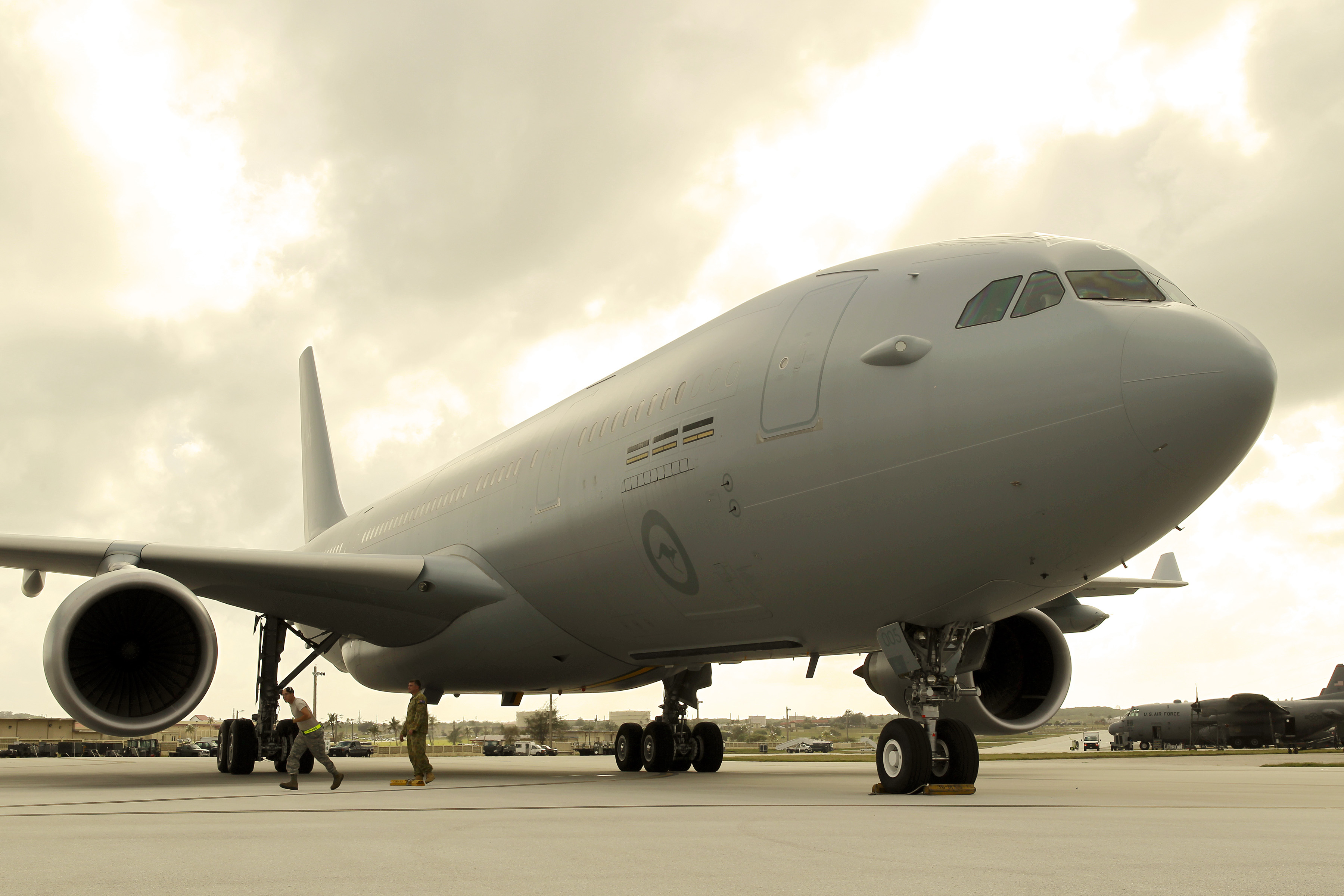
Um Airbus KC-30 num exercício militar multi-nacional em Guam.

Por volta dos anos 90, os velhos 707 que transportavam VIPs australianos já não cumpriam as normas de regulação internacional de ruído e emissão de gases nocivos. O esquadrão abandonou a sua missão de transporte de passageiros em 2002, depois da entrada em serviço do Boeing 737 Business Jet e do Bombardier Challenger 604 do Esquadrão N.º 34. Os 707 foram dispensados em 2008, terminando assim um serviço operacional que durava há já 29 anos pela RAAF. O último em serviço, um antigo 707 da Quantas, efectuou um voo de despedida a baixa altitude pela cidade de Sydney, no dia 30 de Junho, acompanhado por pequenas aeronaves que filmavam a despedida. Este voo baixo desencadeou uma onda de medo por toda a cidade, levado várias pessoas a pensar que um ataque semelhante ao 11 de Setembro estaria em curso. Três 707 continuaram em Richmond até 2011, quando voaram com destino ao seu novo operador, a Omega Air Services; a Omega também adquiriu o simulador dos Boeing, que era operado pelo Esquadrão N.º 285.
Após os 707 serem retirados, o Esquadrão N.º 33 foi transferido de Richmond para a Base Aérea de Amberley, em Queensland, no dia 1 de Julho de 2008. Nesta ocasião, o governador de Queensland, Penelope Wensley, ofereceu ao esquadrão um estandarte para comemorar os "25 anos de fidelidade e excelência de serviço". Estando sem aeronaves durante três anos, no dia 1 de Junho de 2011 o esquadrão começou a ser reequipado, com o primeiro de cinco Airbus KC-30A MRTT. O KC-30 tinha capacidade para carregar 1,5 vezes mais combustível que o 707, e ainda estava equipado com um duplo sistema de reabastecimento aéreo: lança e receptáculo na cauda e sonda e cesta em ambas as asas. Estas aeronaves tinham a sua entrada de serviço prevista para 2008, fazendo com que durante estes três anos a RAAF tenha tido a necessidade de alugar reabastecedores à Força Aérea dos Estados Unidos e à Omega Air, para colmatar as necessidades operacionais, enquanto a Airbus resolvia diversos problemas mecânicos e burocráticos nas aeronaves que seriam entregues. Em Março de 2012, um dos KC-30 bateu o recorde do número de passageiros transportados dentro de uma aeronave da RAAF, quando transportou 220 cadetes da Australian Defence Force Academy.
O esquadrão recebeu o seu quinto KC-30 no dia 3 de Dezembro de 2012. A 14 de Dezembro de 2014, o governo federal comprometeu-se a enviar um KC-30 do esquadrão para a Base Aérea de Al Minhad, nos Emirados Árabes Unidos, como parte da contribuição australiana no combate ao Estado Islâmico no Iraque. A aeronave foi enviada para o Médio Oriente apenas com o sistema sonda e cesta, pois o sistema lança e receptáculo ainda não estava operacionalmente preparado. O KC-30 começou a voar em missões, nos céus do Iraque, no dia 1 de Outubro de 2014. O primeiro uso do sistema lança e receptáculo efectuado pela RAAF foi levado a cabo perto de Amberley, a 13 de Maio de 2015. Em Julho, o governo federal anunciou a compra de mais dois KC-30, com data prevista de entrega em 2018, o que aumentará a frota de aeronaves do esquadrão para sete; a fuselagem destas duas novas aeronaves vêm de dois ex A330-200 da Quantas, convertidos pela Airbus Defence and Space em Getafe, perto de Madrid. O KC-30 enviado para o Médio Oriente fez o primeiro uso operacional do seu sistema lança e receptáculo em Outubro de 2015, reabastecendo uma aeronave E-7 Wedgetail da RAAF.